# Premi Cóndor de Plata a la millor pel·lícula iberoamericana
El Premi Cóndor de Plata a la millor pel·lícula iberoamericana és un dels guardons lliurats anualment per l'Asociación de Cronistas Cinematográficos de la Argentina (ACCA) a les millors produccions cinematogràfiques d'Espanya, Portugal, el Brasil i els països d'Amèrica Llatina de parla hispana, que van ser estrenades en l'últim any en la República Argentina.
Si bé aquest premi va ser lliurat per primera vegada en el 53è lliurament dels Premis Cóndor de Plata, realitzada en 2005 i que va distingir a pel·lícules estrenades durant 2004; en 1970 i 1973 les pel·lícules No somos de piedra i Ana y los lobos dirigides respectivament pels espanyols Manuel Summers i Carlos Saura van guanyar el premi al millor film estranger en castellà.

## Guanyadors i nominats

### Dècada del 2000
| Any                             | Pel·lícula                       | Direcció                         | País(os) | Ref.  |
| 2005                            |                                  |                                  |          |       |
| ------------------------------- | -------------------------------- | -------------------------------- | -------- | ----- |
| 2005                            | María, llena eres de gracia      | Joshua Marston                   | Colòmbia | [ 3 ] |
| 2005                            | La mala educación                | Pedro Almodóvar                  | Espanya  | [ 4 ] |
| 2005                            | Te doy mis ojos                  | Icíar Bollaín                    | Espanya  | [ 4 ] |
| 2006                            |                                  |                                  |          |       |
| Mar adentro                     | Alejandro Amenábar               | Espanya                          | [ 5 ]    |       |
| Cachimba                        | Silvio Caiozzi                   | Xile                             | [ 6 ]    |       |
| Crimen ferpecto                 | Álex de la Iglesia               | Espanya                          | [ 6 ]    |       |
| El viaje hacia el mar           | Guillermo Casanova               | Uruguai Argentina                | [ 6 ]    |       |
| Whisky                          | Juan Pablo Rebella i Pablo Stoll | Uruguai                          | [ 6 ]    |       |
| 2007                            |                                  |                                  |          |       |
| Volver                          | Pedro Almodóvar                  | Espanya                          | [ 7 ]    |       |
| Chicha tu madre                 | Gianfranco Quattrini             | Argentina Perú                   | [ 8 ]    |       |
| Hamaca paraguaya                | Paz Encina                       | Paraguai                         | [ 8 ]    |       |
| Mi mejor enemigo                | Alex Bowen                       | Xile Argentina                   | [ 8 ]    |       |
| Tapes                           | José Corbacho i Juan Cruz        | Espanya                          | [ 8 ]    |       |
| 2008                            |                                  |                                  |          |       |
| El laberinto del fauno          | Guillermo del Toro               | Mèxic Espanya                    | [ 9 ]    |       |
| El cielo gira                   | Mercedes Álvarez                 | Espanya                          | [ 10 ]   |       |
| En el hoyo                      | Juan Carlos Rulfo                | Mèxic                            | [ 10 ]   |       |
| Ficció                          | Cesc Gay                         | Espanya                          | [ 10 ]   |       |
| La vida secreta de les paraules | Isabel Coixet                    | Espanya                          | [ 10 ]   |       |
| 2009                            |                                  |                                  |          |       |
| Tropa de élite                  | José Padilha                     | Brasil                           | [ 11 ]   |       |
| Arráncame la vida               | Roberto Sneider                  | Mèxic                            | [ 12 ]   |       |
| L'orfenat                       | Juan Antonio Bayona              | Espanya Mèxic                    | [ 12 ]   |       |
| Fados                           | Carlos Saura                     | Espanya Portugal                 | [ 12 ]   |       |
| La perrera                      | Manolo Nieto                     | Uruguai Argentina Espanya Canadà | [ 12 ]   |       |

### Dècada del 2010
| Any                                       | Pel·lícula                            | Direcció                                      | País(os)                  | Ref.   |
| 2010                                      |                                       |                                               |                           |        |
| ----------------------------------------- | ------------------------------------- | --------------------------------------------- | ------------------------- | ------ |
| 2010                                      | El baño del Papa                      | César Charlone i Luis Enrique Fernández Marta | Uruguai                   | [ 13 ] |
| 2010                                      | Batalla en el cielo                   | Carlos Reygadas                               | Mèxic                     | [ 14 ] |
| 2010                                      | El telón de azúcar                    | Camila Guzmán Urzúa                           | França Espanya Cuba       | [ 14 ] |
| 2010                                      | La teta asustada                      | Claudia Llosa                                 | Perú                      | [ 14 ] |
| 2010                                      | Los abrazos rotos                     | Pedro Almodóvar                               | Espanya                   | [ 14 ] |
| 2011                                      |                                       |                                               |                           |        |
| Gigante                                   | Adrián Biniez                         | Uruguai                                       | [ 15 ]                    |        |
| Aquele Querido Mês de Agosto              | Miguel Gomes                          | Portugal                                      | [ 16 ]                    |        |
| Cinco días sin Nora                       | Mariana Chenillo                      | Mèxic                                         | [ 16 ]                    |        |
| Santiago                                  | João Moreira Salles                   | Brasil                                        | [ 16 ]                    |        |
| Stellet Licht                             | Carlos Reygadas                       | Mèxic                                         | [ 16 ]                    |        |
| 2012                                      |                                       |                                               |                           |        |
| Balada triste de trompeta                 | Álex de la Iglesia                    | Espanya                                       | [ 17 ]                    |        |
| Alamar                                    | Pedro González-Rubio                  | Mèxic                                         | [ 18 ]                    |        |
| La piel que habito                        | Pedro Almodóvar                       | Espanya                                       | [ 18 ]                    |        |
| Norberto apenas tarde                     | Daniel Hendler                        | Uruguai                                       | [ 18 ]                    |        |
| Violeta se fue a los cielos               | Andrés Wood                           | Xile Brasil Argentina                         | [ 18 ]                    |        |
| 2013                                      |                                       |                                               |                           |        |
| ¡Atraco!                                  | Eduard Cortés                         | Espanya Argentina                             | [ 19 ]                    |        |
| 3                                         | Pablo Stoll                           | Uruguai                                       | [ 20 ]                    |        |
| Histórias que Só Existem Quando Lembradas | Júlia Murat                           | Brasil Argentina França                       | [ 20 ]                    |        |
| Las malas intenciones                     | Rosario García-Montero                | Perú                                          | [ 20 ]                    |        |
| Porfirio                                  | Alejandro Landes                      | Colòmbia                                      | [ 20 ]                    |        |
| 2014                                      |                                       |                                               |                           |        |
| Tabú                                      | Miguel Gomes                          | Portugal                                      | [ 21 ]                    |        |
| Esclavo de Dios                           | Joel Novoa Schneider                  | Veneçuela                                     | [ 22 ]                    |        |
| La chispa de la vida                      | Álex de la Iglesia                    | Espanya                                       | [ 22 ]                    |        |
| Las brujas de Zugarramurdi                | Álex de la Iglesia                    | Espanya                                       | [ 22 ]                    |        |
| Una pistola a cada mà                     | Cesc Gay                              | Espanya                                       | [ 22 ]                    |        |
| 2015                                      |                                       |                                               |                           |        |
| 7 cajas                                   | Juan Carlos Maneglia i Tana Schémbori | Paraguai                                      | [ 23 ]                    |        |
| Blancanieves                              | Pablo Berger                          | Espanya                                       | [ 24 ]                    |        |
| E Agora? Lembra-me                        | Joaquim Pinto                         | Portugal                                      | [ 24 ]                    |        |
| Gabor                                     | Sebastián Alfie                       | Espanya Bolívia                               | [ 24 ]                    |        |
| Soy mucho mejor que voh                   | Che Sandoval                          | Xile                                          | [ 24 ]                    |        |
| 2016                                      |                                       |                                               |                           |        |
| Gloria                                    | Sebastián Lelio                       | Xile                                          | [ 25 ]                    |        |
| Cavalo Dinheiro                           | Pedro Costa                           | Portugal                                      | [ 26 ]                    |        |
| La memoria del agua                       | Matías Bize                           | Xile                                          | [ 26 ]                    |        |
| Stockholm                                 | Rodrigo Sorogoyen                     | Espanya                                       | [ 26 ]                    |        |
| Truman                                    | Cesc Gay                              | Espanya                                       | [ 26 ]                    |        |
| 2017                                      |                                       |                                               |                           |        |
| El abrazo de la serpiente                 | Ciro Guerra                           | Colòmbia                                      | [ 27 ]                    |        |
| Julieta                                   | Pedro Almodóvar                       | Espanya                                       | [ 28 ]                    |        |
| Magallanes                                | Salvador del Solar                    | Perú Argentina                                | [ 28 ]                    |        |
| Mistérios de Lisboa                       | Raúl Ruiz                             | Portugal                                      | [ 28 ]                    |        |
| Rara                                      | Pepa San Martín                       | Xile Argentina                                | [ 28 ]                    |        |
| 2018                                      |                                       |                                               |                           |        |
| Aquarius                                  | Kleber Mendonça Filho                 | Brasil                                        | [ 29 ]                    |        |
| Ejercicios de memoria                     | Paz Encina                            | Paraguai                                      | [ 30 ]                    |        |
| El candidato                              | Daniel Hendler                        | Uruguai                                       | [ 30 ]                    |        |
| La academia de las musas                  | José Luis Guerin                      | Espanya                                       | [ 30 ]                    |        |
| Los perros                                | Marcela Said                          | Xile                                          | [ 30 ]                    |        |
| 2019                                      | La noche de 12 años                   | Álvaro Brechner                               | Uruguai Espanya Argentina | [ 31 ] |
| 2019                                      | Dry Martina                           | Che Sandoval                                  | Xile Argentina            | [ 32 ] |
| 2019                                      | Las herederas                         | Marcelo Martinessi                            | Paraguai                  | [ 32 ] |
| 2019                                      | Roma                                  | Alfonso Cuarón                                | Mèxic                     | [ 32 ] |
| 2019                                      | Una mujer fantástica                  | Sebastián Lelio                               | Xile                      | [ 32 ] |

### Dècada del 2020
| Any  | Pel·lícula        | Direcció                       | País(os)                                        | Ref.   |
| 2020 |                   |                                |                                                 |        |
| ---- | ----------------- | ------------------------------ | ----------------------------------------------- | ------ |
| 2020 | Dolor y gloria    | Pedro Almodóvar                | Espanya                                         | [ 33 ] |
| 2020 | Arabia            | João Dumans i Affonso Uchoa    | Brasil                                          | [ 34 ] |
| 2020 | Belmonte          | Federico Veiroj                | Uruguai Espanya Mèxic                           | [ 34 ] |
| 2020 | Pájaros de verano | Ciro Guerra i Cristina Gallego | Colòmbia Dinamarca Mèxic Alemanya Suïssa França | [ 34 ] |
| 2020 | Santiago, Italia  | Nanni Moretti                  | Itàlia Xile França                              | [ 34 ] |